# Aleksandr Chabaline (110)
Le BDK-60 Aleksandr Chabaline (110) (en russe : Александр Шабалин )  est un navire de débarquement amphibie (Landing Ship Tank) de la flotte de la Baltique  de la Marine russe qui comprend trois autres unités actives :
- BDK-43 Minsk (127) ;
- BDK-58 Kaliningrad (102) ;
- BDK-61 Korolev (130) .

## Conception
C'est une unité de la classe Project 775/II  comportant treize bâtiments (code OTAN : classe Ropucha).

Il peut transporter dix véhicules blindés avec 200 hommes de troupes ou 500 tonnes de matériel. 
Pour armement il dispose de : 
- lance-roquettes multiples sur batterie ;
- missiles sol-air 9K32 Strela-2 à très courte portée ;
- systèmes de défense antiaérienne automatiques AK-630 ;
- mitrailleuses diverses.

### Note et référence
1. ↑  « Flotte de la Baltique »
2. ↑  « All Ropucha class landing ships -  Project 775 »

- (en) Cet article est partiellement ou en totalité issu de l’article de Wikipédia en anglais intitulé « Ropucha-class landing ship » (voir la liste des auteurs).